# Petr Pokovba
Petr Pokovba (* 24. července 1979, Jindřichův Hradec), dříve vystupující i pod pseudonymem 4P, je český kytarista, hudební skladatel a režisér. Jako autor filmů se věnuje krajině a jejímu vlivu na člověka. Je tvůrcem filmové hudby, soundtracků audiovizuálních děl a hudby pro relaxační a léčebné účely. 

## Diskografie

### Sólová alba
- 2011 – Learning to Fly
- 2016 – Výpravy nad Ze mě
- 2016 – Acoustic Adventures 1–2, label: Studio Fontána
- 2017 – Acoustic Adventures 3, label: Studio Fontána
- 2017 – Soul Travelogues, label: Studio Fontána
- 2018 – Sounds of Life, label: Studio Fontána
- 2019 – Light and Easy, label: Studio Fontána
- 2020 – Inception, label: Studio Fontána
- 2021 – Third Degree of Reality, label: Studio Fontána
- 2022 – Above the Land, label: Studio Fontána
- 2023 – Deepest Joy, label: Studio Fontána
- 2024 – Three Hills, label: Studio Fontána

### Light 47
- 2021 – Sunlight - singl
- 2023 – You Know - singl
- 2024 – Confession - singl
- 2024 – Train - singl

### Se skupinou Jen tak tak
- 1997 – Periférie
- 1999 – Obrysy lásek
- 2005 – Zase sami

### Se skupinou Směr Jih
- 2003 – Směr Jih

### In Revelation
- 2009 – In Revelation

### Se skupinou Biopop
- 2015 – K výšinám

### Další
- 2008 – Vinylová budoucnost – All My Life
- 2008 – MC Wohnout – Razor Blade
- 2009 – Soundczech 23
- 2011 – Marpo & Full Blooded Mutt – Šáhnu na tvůj svět
- 2017 – Pensée – Láska, smrt a špína

## Klipy
- Confession
- Sunlight
- Crossing the Line
- Zapomněny
- Little man
- Výpravy nad Ze mě
- Za Českou Kanadou
- Home

## Filmografie
- Česká Kanada vypravuje (2020)
- Jedna země, jeden domov (2022)
- Tři vrchy (2023)

## Dokumenty, sounddesign
- TräUMER,:R (ein film von Veinzenz), část soundtracku
- Skauting je cesta, režie Petr Kotek; propagační DVD Junáka – svazu skautů a skautek ČR
- ROMAVA 1945 – dokument o zaniklé vsi
- TV Praha1
- Rádio Česká Kanada
- JHTV
- Rádio i-vysocina
- Reverze (Z-DOG production)
- Blbá dovolená – Transformace Domova Pístina
- Hra o život – Proutek.cz
- Taneční podložka X-PAD
- Čajovna U Zámku
- SUNPUNK pro Sunpower.cz
- Relax centrum České Budějovice

## Další aktivity
V červnu 2020 proběhla na hradě Landštejn premiéra filmu Česká Kanada vypravuje, na kterém se podílel jako scenárista a režisér. Hudbu pro film napsal společně s klavíristou Josefem Filipem.
Je zakladatelem a spolutvůrcem webu ceskakanadavypravuje.cz a autorem knih Česká Kanada vypravuje – Z Landštejna až na kraj světa za 365 dní (2019) a knihy Rok České Kanady (2020).
V roce 2022 se jako scenárista, autor hudby a režisér účastnil vzniku filmu Jedna země, jeden domov pojednávajícím o krajině česko-rakouského pohraničí a o rok později se ve stejných rolích podílel na závěrečném dílu filmové trilogie z prostředí Českomoravské vrchoviny a Novohradských hor s názvem Tři vrchy.